# Shannon (Illinois)
Shannon – wieś w Stanach Zjednoczonych, w stanie Illinois, w hrabstwie Carroll.